# エイブラハム・ビュフォード
エイブラハム・ビュフォード（英:Abraham Buford II、1820年1月18日-1884年6月9日）は、アメリカ合衆国の職業軍人であり、サラブレッド競走馬のオーナーブリーダーである。南北戦争の時は南軍の将軍だった。

## 生い立ち
ビュフォードはケンタッキー州ウッドフォード郡で、フランシス・W・カートリーとその夫ウィリアム・B・ビュフォード（1781年-1848年）の息子として生まれた。先祖はフランスでの迫害から逃れてイングランドに移り、その後1635年にアメリカに移民した、ボーフォールという姓のユグノーの家系だった。アメリカ独立戦争の時に大陸軍の士官だった大伯父、エイブラハム・ビュフォードの名前を貰った。その従兄弟ジョン・ビュフォードやナポレオン・B・ビュフォードは近所で育ち、南北戦争では北軍の将軍になった。

## 軍歴
通常はエイブ・ビュフォードと呼ばれたビュフォードはセンター大学で学んだ後に、1837年、ウェストポイントの陸軍士官学校に入学した。1841年に卒業して、1842年から1846年まで第1竜騎兵隊の少尉として、カンザス準州とインディアナ準州の辺境任務に就いた。その後、米墨戦争に従軍し、ブエナ・ビスタの戦いでの勇敢さで大尉に名誉昇進した。戦争が終わると、また辺境任務に派遣され、1848年にはサンタフェ・トレイル遠征に参加した。1849年、ニューメキシコ準州サンタフェから一部新しいチェロキー・トレイルを使って、郵便輸送を護衛した。続いてペンシルベニア州カーライルの陸軍騎兵学校に派遣されたが、1854年10月に除隊して、ヴァーセイルズに近い家族が農園を所有している生まれ故郷のウッドフォード郡に戻った。
南北戦争が勃発した後の1862年、ビュフォードは南軍に入隊した。ケンタッキー州の旅団立ち上げに貢献してその指揮を執り、1862年9月2日、准将に任官された。その任務の中で、ブラクストン・ブラッグ将軍のケンタッキー州からの撤退を援護し、ウィリアム・W・ローリング将軍の下でビックスバーグ方面作戦に参加してチャンピオンヒルの戦いやブライス交差点の戦いを戦った。1864年12月24日、ナッシュビルの戦いで南軍が敗北した後にジョン・ベル・フッド将軍の退却を援護しているときに、リッチランド・クリークで負傷した。1865年2月、ネイサン・ベッドフォード・フォレスト中将の下でアラバマ州の騎兵師団を指揮し、ウィルソンの襲撃の後に、アラバマ州セルマで降伏した。
1865年に南北戦争が終わると、ビュフォードはケンタッキー州の牧場に帰り、サラブレッドの生産者になった。

## ボスク・ボニータ牧場
ビュフォードはそのウッドフォード郡の牧場をボスク・ボニータ（美しい森）牧場と名付けた。そこはニューヨーク・タイムズに「ブルーグラス地域の最高君臨者かのような住い」と評される景観の地で、後にバーデンバーデンに騎乗して1877年のケンタッキーダービーに優勝するビリー・ウォーカーが、1860年に奴隷として生まれたのもここであった。
1852年から同牧場で繋養していたソブリンは種牡馬として成功し、その血統を広げるに至っている。翌年、ビュフォードはリチャード・テン・ブロエック、ウィラ・ビリー大尉およびジュニアス・R・ウォードとシンジケートを結成し、当時3歳馬であったレキシントンを購入した。レキシントンはその後競走馬としても活躍し、1856年に引退して種牡馬となっている。後の1858年、レキシントンはウッドバーン・スタッドのロバート・A・アレクサンダーに15,000ドルで売却されたが、これはアメリカの競走馬としては当時の最高額であったが、その後レキシントンはその取引額に見合う種牡馬成績を残している。
ビュフォードはまた生産者としても成功し、ネリーグレイやエンクワイア、クロスランドおよびヴァーセイルズといった多くの成功生産および所有していた。後に「サラブレッド・ヘリテージ」において「繁殖の歴史の中で最も影響力あるアメリカの雌馬の1頭」と評されるマニーグレイはビュフォードが所有馬であったが、後にこれを仲間のケンタッキー人であるディキシアナファームのバラク・トーマス少佐に売っており、同馬の繁殖牝馬としての評価はトーマスの牧場に繋養されてからのものであった。1866年にリーミントンの新しい所有者であったカナダ人のロードリック・W・キャメロンが、そのシーズンの種馬としてリーミントンをボスク・ボニータ牧場に送ってきている。ビュフォードはその年13頭の雌馬にリーミントンを種付けし、アンナメイスやエンクワイア、ロングフェロー、リンチバーグ、リトルトンおよびミスアリスなどの優秀な仔馬を得ている。
1875年、ジョージ・アームストロング・カスター将軍がボスク・ボニータ牧場に来て、リトルビッグホーンの戦い前に騎兵用新馬を購入して行った。

### その後の牧場
ビュフォードの没後、ボスク・ボニータ牧場は著名な馬主であったジョン・H・モリスによって所有された。モリスは長年ジョージ・J・ロングのバッシュフォード・マナースタッドのために馬を調教師、1905年からは長期借用でウッドバーン・スタッドを運営した。モリスは1940年代までボスク・ボニータ牧場を所有していた。
後の1977年秋にフリッツ・ホーンがボスク・ボニータ牧場を購入、その2年後にウィリアム・スタンプス・ファリッシュ3世に資産を売却し、ファリッシュは同牧場をレーンズエンドファームと改名した。改名後の主な生産馬・繋養馬としてバリーエイク（1957年-1960年）、ソブリンダンサー（1975年-1994年）およびファピアノ（1977年-1990年）などの名前が挙がる。

## 家族の悲劇
1870年代、ビュフォードは一連の財政的危機に陥り、破産して債権者にボスク・ボニータ牧場を渡す嵌めになった。さらにビュフォードは一人息子のウィリアム・A・ビュフォードを1872年に23歳で失くすという衝撃的な苦痛を味わった。1879年には妻のアマンダ・ハリス・ビュフォードに先立たれ、同じ年の3月26日にはヘンリー郡にいた兄弟のトマス・ビュフォード大佐がフランクフォートで判事のジョン・ミルトン・エリオットを撃って殺した。トム・ビュフォードは警察に出頭し、拘置所に入れられた。ビュフォードは兄弟の助力者になり、その弁護のために多額の法定費用を使った。有罪判決のあとの控訴審で、トムは心神喪失という理由で無罪となり、アンカレッジの精神病院に送られた。
ビュフォードの晩年は、競馬新聞で働いて生計を立てた。1884年、トムが精神病院から逃げ出したことが新聞で書きたてられ、ある新聞の見出しではトムが「血に飢えている」と言った後で、ビュフォードは平安を求めてインディアナ州ダンビルに居る甥、ベンジャミン・T・ビュフォードの所に行った。そこの寝室で大変落ち込んでいたビュフォードは自ら命を絶った。その遺骸はケンタッキー州に戻されレキシントン墓地に埋葬された。
1911年11月21日、エイブラハム・ビュフォード准将の浮き彫りがミシシッピ州ビックスバーグの南軍通りに立てられた。